# Lazo negro

Lazo Negro estándar.

El crespón o lazo negro es un símbolo utilizado por estados, sociedades y organizaciones que representa un sentimiento político-social de luto.

## Posible origen
En relación con el color, una versión hace referencia al uso del blanco y el negro para indicar luto a partir del siglo II, en los tiempos de la República Romana. Otra versión hace referencia al inicio del color negro para el luto en la Europa medieval.
En relación con el uso del lazo, una de las versiones más consolidadas y contadas indica que su uso inició sobre el siglo X en África, debido al respeto y temor que tenían ciertas tribus africanas a la muerte o mejor dicho temor a los muertos. Estas tribus tenían la creencia de que el alma del difunto era inmortal y que podían entrar en el alma de los vivos y molestar durante su estancia en la tierra. Ante esto y con la finalidad de protegerse, los vivos utilizaban telas de color blanco, buscando indicar que no presentaban ningún signo de maldad. Posteriormente y buscando crear un escudo protector, empezaron a usar telas o lazos de color negro después de la muerte de alguna persona. La finalidad era no ser descubiertos y así esas almas no pudieran tener maldad alguna hacia los vivos. En resumen, el uso de color negro se originó como una protección ancestral para que los muertos no molesten a los vivos..

## Ejemplos de uso
- Antes de ser utilizado para otras causas, inicialmente fue el símbolo utilizado para concienciar a la población sobre la necesidad de invertir más dinero en investigación en vistas a la prevención del melanoma.[1]
- El lazo negro fue símbolo de luto popular en España tras los atentados del 11 de marzo de 2004.[2] Se llevaba puesto sobre la ropa y en las banderas, habiendo una clara presencia de este símbolo en la manifestación del día 12 de marzo. Muchos políticos españoles también lo utilizaron durante los dos días que quedaban de campaña para las elecciones legislativas. Todas las televisiones españolas lo sobre impresionaron en sus emisiones entre el 11 y el 14 de marzo de 2004.[3]
- Tras los atentados de Londres del 7 de julio de 2005, Google mostró un lazo negro en señal de respeto y apoyo.[2]
- El lazo negro hizo una pequeña aparición tras el huracán Katrina ocurrido en el Golfo de México en septiembre de 2005.[2] Nueva Orleans fue destruida y muchas ciudades en la costa del golfo del Misisipi quedaron arrasadas. Google repitió su gesto de solidaridad, como lo hizo durante los atentados de Londres, colocando un lazo negro en su página web en apoyo a los damnificados por el desastre.
- Tras el terremoto en Perú el 15 de agosto de 2007, lazos negros fueron los iconos de todos los canales de la televisión peruana durante 3 días.
- Volvió a aparecer en el accidente ferroviario de Santiago de Compostela el 24 de julio de 2013,[4] que además apareció en varias televisiones, en banderas de Galicia y de España.
- Apareció de nuevo en el atentado contra la revista francesa Charlie Hebdo la mañana del 7 de enero de 2015.[5][6]
- Google también uso el lazo negro después de los atentados de París, Francia el 13 de noviembre de 2015.